# Laophontodes bicornis
Laophontodes bicornis är en kräftdjursart som beskrevs av A. Scott 1896. Laophontodes bicornis ingår i släktet Laophontodes och familjen Ancorabolidae. Arten är reproducerande i Sverige. Inga underarter finns listade i Catalogue of Life.